# Aaron Jeffery
Aaron C. Jeffrey (Auckland, 1970) is een acteur uit Nieuw-Zeeland.
Aaron Jeffery werd geboren in Auckland en verhuisde naar Australië op zijn 17de. Hij ging daar studeren aan de National Institute of Dramatic Art en studeerde daar in 1993 af.
Zijn televisiecarrière begon in de serie Ship to Shore. In 2004 won hij de Silver Logie bij de TV Week Logie Awards voor zijn rol als Alex Ryan in McLeod's Daughters.
Jeffery scheidde eind 2005. Daarna had hij een relatie met zijn medespeler Michelle Langstone; in 2006 echter liep ook deze relatie op de klippen. Sinds 2010 heeft Jeffery een relatie met Zoë Naylor. Zij speelde de rol van Regan McLeod in McLeod's Daughters. 

## Filmografie
| Jaar      | Titel                               | Rol                               |
| --------- | ----------------------------------- | --------------------------------- |
| 2009      | X-Men Origins: Wolverine            | Thomas Logan                      |
| 2009      | Beautiful                           | Alan                              |
| 2008      | The Strip                           | Jack Cross                        |
| 2007      | Outrageous Fortune                  | Gary                              |
| 2001-2007 | McLeod's Daughters (televisieserie) | Alex Ryan                         |
| 2000      | Murder Call                         | Rory Simmons                      |
| 1999      | Strange Planet                      | Joel                              |
| 1998      | The Interview                       | Wayne Prior                       |
| 1996      | Water Rats                          | Terry Watson                      |
| 1995      | Fire                                | Firefighter Richard 'Banjo' Gates |
| 1995      | Blue Murder                         | Bobby Williams                    |
| 1994      | The Damnation of Harvey McHugh      | Brandon                           |